# Jaromír Blažek
Jaromír Blažek (* 29. prosince 1972 v Brně) je bývalý český fotbalový brankář, který většinu své profesionální kariéry strávil v klubu AC Sparta Praha. Je členem Klubu ligových brankářů. Mimo ČR hrál na klubové úrovni v Německu. Hráčskou kariéru ukončil v květnu 2015 v týmu FC Vysočina Jihlava, kde se poté stal trenérem brankářů.

## Klubová kariéra
Začínal v Metře Blansko. V minulosti prošel kluby AC Sparta Praha, SK Slavia Praha, Bohemians, FK Marila Příbram, FK Viktoria Žižkov, České Budějovice. Jaromír Blažek do velkého fotbalu nakoukl v dresu Slavie Praha. Zde však tehdy ještě mladý talent neměl příliš šanci se prosadit a tak odešel do Dynama České Budějovice, poté také působil ve Viktorii Žižkov a v Bohemians 1905. Do „Bohemky“ později i přestoupil a zažil pád do druhé ligy, avšak i díky skvělým Blažkovým výkonům se „klokani“ (přezdívka Bohemians 1905) brzy vrátili mezi českou elitu. Vynikajících výkonů gólmana Blažka si brzy všimlo vedení pražské Sparty a tam také Blažek přestoupil a stal se jedničkou. Ale po příchodu Petra Čecha z Blšan na Letnou a poté, co Blažkovi nevyšel přestup do francouzského Štrasburku, začal vysedávat na lavičce náhradníků. Odešel na hostování do Marily Příbram, tady se mu ale také moc nedařilo. Po odchodu Čecha do zahraničí se Blažek konečně dočkal jasné pozice jedničky ve sparťanském dresu a díky skvělým zákrokům v domácí lize i v Lize mistrů si jej oblíbili fanoušci. Blažek se stal sparťanskou ikonou a v roce 2007 se konečně dočkal zahraničního angažmá v dresu bundesligového Norimberku, kde si zahrál s dalšími Čechy, záložníkem Tomášem Galáskem a útočníkem Janem Kollerem. Toto angažmá se mu však příliš nevyvedlo, měl problémy s fanoušky, klubu se nedařilo a navíc byl Blažek často zraněný. Klub nakonec sestoupil a Blažek se vrátil zpět do Sparty, kde se znovu stal jasnou brankářskou jedničkou. Na podzim 2011 však po nepovedeném utkání a zranění v zápase s rumunským týmem FC Vaslui vypadl ze sestavy A-týmu a v zimě 2011 se s ním klub dohodl na ukončení smlouvy.
Brankář poté přestoupil do druholigové Jihlavy, se kterou na jaře 2012 postoupil do nejvyšší soutěže. Zde působil až do 23. května 2015, kdy po utkání proti FC Slovan Liberec (výhra 4:0) ukončil svou bohatou kariéru. V té době mu bylo 42 let a pět měsíců a byl nejstarším hráčem v historii české ligy. Rekord české ligy před ním držel brankář Vítězslav Rejmon, absolutní rekord nejvyšší soutěže hrané od sezony 1925 pak proslulý Josef Bican.
Do branky se vrátil na amatérské úrovni v únoru 2017, kdy přestoupil do klubu Újezd nad Lesy hrajícím v pražském přeboru (5. liga).

## Reprezentační kariéra
V roce 1993 odchytal 3 zápasy za českou fotbalovou reprezentaci do 21 let.
V reprezentačním dresu A-týmu debutoval 29. března 2000, když si zachytal v přátelském utkání proti Austrálii, který skončil výhrou českého týmu 3:1. Zúčastnil se jako brankářská trojka Mistrovství Evropy 2000 (reprezentace nepostoupila ze skupiny), poté jako dvojka za Petrem Čechem Mistrovství Evropy 2004 (reprezentace skončila v semifinále, na tomto turnaji Blažek odchytal jedno utkání ve skupině proti Německu, v němž česká reprezentace zvítězila 2:1), Mistrovství světa 2006 (základní skupina) a Mistrovství Evropy 2008 (základní skupina). Na svém kontě má celkem 14 reprezentačních startů a 1080 odchytaných minut (v letech 2000–2008).
Účast Jaromíra Blažka na vrcholových turnajích:
- ME 2000 v Nizozemsku a Belgii
- ME 2004 v Portugalsku
- MS 2006 v Německu
- ME 2008 v Rakousku a Švýcarsku

## Rodina
Je ženatý, s manželkou Lenkou má dvě děti – Jakuba a Anetu. Jeho sestra je Eva Hanzlová Blažková a jeho bratrancem je český tenista Radek Štěpánek.

## Úspěchy
- 1996: 1. česká fotbalová liga – 1. místo (SK Slavia Praha)
- 2000: 1. česká fotbalová liga – 1. místo (AC Sparta Praha)
- 2001: 1. česká fotbalová liga – 1. místo (AC Sparta Praha)
- 2002: 1. česká fotbalová liga – 2. místo (AC Sparta Praha)
- 2003: 1. česká fotbalová liga – 1. místo (AC Sparta Praha)
- 2004: 1. česká fotbalová liga – 2. místo (AC Sparta Praha), Pohár ČMFS – 1. místo (AC Sparta Praha), Mistrovství Evropy v Portugalsku – 3. místo
- 2005: 1. česká fotbalová liga – 1. místo (AC Sparta Praha)
- 2006: Pohár ČMFS – 1. místo (AC Sparta Praha)
- 2007: 1. česká fotbalová liga – 1. místo (AC Sparta Praha), Pohár ČMFS – 1. místo (AC Sparta Praha)
- 2009: 1. česká fotbalová liga – 2. místo (AC Sparta Praha)
- 2010: 1. česká fotbalová liga – 1. místo a nejlepší brankář ligy (AC Sparta Praha), (první) Český Superpohár – 1. místo
- 2011: 1. česká fotbalová liga – 2. místo (AC Sparta Praha)
- člen Klubu ligových brankářů[8][1]
- nejvíce vychytaných nul v historii nejvyšší české fotbalové ligy